# Carlos Arthur Nuzman
Carlos Arthur Nuzman (Río de Janeiro, 17 de marzo de 1942) es un abogado brasileño y jugador retirado de voleibol. Fue presidente de la Organización Deportiva Suramericana entre 2003 y 2017, presidente del Comité Olímpico Brasileño entre 1995 y 2017, y fue el responsable de la organización de los Juegos Olímpicos de Río de Janeiro 2016.

## Deportista
Profesionalmente se desempeñó como jugador de voleibol entre 1957 y 1972. Representó a la selección nacional entre los años 1962 y 1968. Nuzman fue parte del primer equipo de voleibol masculino de Brasil en asistir a unos Juegos Olímpicos, debutando en Tokio 1964.

## Dirigente deportivo
Entre los años 1975 y 1995, fue el presidente de la Confederación Brasilera de Voleibol (CBV), periodo en el cual la selección nacional brasileña.
Desde 1995, Nuzman es el presidente del Comité Olímpico Brasileño (portugués: Comitê Olímpico Brasileiro) y desde 2003 es igualmente presidente de la Organización Deportiva Suramericana. Además es miembro de la Organización Deportiva Panamericana. 
Carlos Arthur Nuzman dirigió el Comité organidor de los Juegos Olímpicos de Río de Janeiro 2016 después de su triunfo compartido al obtener la sede tras la Candidatura de Río de Janeiro a los Juegos Olímpicos de 2016.
En 2019 fue acusado de corrupción pasiva, organización criminal, blanqueo de dinero y evasión de capitales durante la organización de los Olímpicos. En noviembre de 2021 el Juzgado Federal Criminal de Río de Janeiro lo condenó a 30 años de prisión por los delitos de corrupción pasiva, organización criminal, lavado de dinero y evasión de divisas. Según la sentencia, fue responsable de pagar sobornos para que Río de Janeiro fuese elegida sede de los Juegos Olímpicos en 2016.